# Imbrasia murphyi
Imbrasia murphyi är en fjärilsart som beskrevs av Philippe Darge 1992. Imbrasia murphyi ingår i släktet Imbrasia och familjen påfågelsspinnare. Inga underarter finns listade i Catalogue of Life.